# 1341 Едме
1341 Едме (1341 Edmée) — астероїд головного поясу, відкритий 27 січня 1935 року.
Тіссеранів параметр щодо Юпітера — 3,307.